# La vendetta del ragno nero (film 1958)
La vendetta del ragno nero è un film del 1958, diretto dal regista Bert I. Gordon.

## Trama
In una tranquilla cittadina americana un uomo resta vittima di un incidente stradale. La figlia Carol, accompagnata dal fidanzato Mike, si reca alla ricerca dell'uomo. Trovata la macchina sulla quale viaggiava e il suo cadavere poco distante, i due si inoltrano in una grotta imbattendosi in un ragno dalle dimensioni gigantesche. Tornati in città raccontano tutto allo sceriffo che organizza una battuta per uccidere l'animale. Una gran quantità di insetticida viene riversata nella tana ed il veleno sembra fare il suo effetto: il ragno, apparentemente morto, viene trasportato nella scuola del paese per essere sottoposto ad opportuni esami scientifici. In realtà, il mostro è soltanto addormentato e della musica rock lo risveglia.
Dopo aver seminato morte e distruzione, la creatura ritorna nella sua tana dove vi sono però anche Carol e Mike, tornatici alla ricerca di un medaglione. I giovani sono costretti ad affrontare il mostruoso ragno e con l'aiuto degli scienziati che introducono nella tana dei cavi ad alta tensione, lo fulminano facendolo precipitare su una stalagmite che lo infilza.

## Edizione italiana
Il film viene distribuito per la prima volta in Italia, dalla Metropolis Film, soltanto nel 1962, con doppiaggio affidato alla compagnia CID.